# ОШ „Свети Сава” Аранђеловац
ОШ „Свети Сава” Аранђеловац је једна од пет градских основних школа, која у свом саставу има и издвојено одељење у селу Буковик. Школа је основана 1990. године и носи име по првом српском просветитељу Растку Немањићу, Светом Сави.
У склопу ваннаставних активности организован је рад секција: Рецитаторско–драмска, литерарна, ликовна, ритмичка, фолклорна, млади историчари, млади географи, млади физичари, млади математичари, еколошка, млади хемичари, млади техничари, спортска